# Anaphantis aurifraga
Anaphantis aurifraga is een vlinder uit de familie van de stippelmotten (Yponomeutidae). De wetenschappelijke naam van de soort werd in 1948 gepubliceerd door Diakonoff.